# NGC 6109
NGC 6109 é uma galáxia lenticular (S0) localizada na direcção da constelação de Corona Borealis. Possui uma declinação de +35° 00' 15" e uma ascensão recta de 16 horas, 17 minutos e 40,5 segundos.
A galáxia NGC 6109 foi descoberta em 7 de Julho de 1880 por Édouard Jean-Marie Stephan.